# Torneo WTA de Stuttgart 2016
El Porsche Tennis Grand Prix de 2016 fue un torneo de tenis jugado en canchas de arcilla bajo techo. Se trató de la 39.ª edición del Porsche Tennis Grand Prix, y fue parte de los torneos WTA Premier de 2016. Tuvo lugar en el Porsche Arena de Stuttgart , Alemania, del 18 al 24 de abril de 2016.

## Cabezas de serie

### Individual
| Tenista              | Ranking | Preclasificada |
| Agnieszka Radwańska  | 2       | 1              |
| Angelique Kerber     | 3       | 2              |
| Garbiñe Muguruza     | 4       | 3              |
| Simona Halep         | 6       | 4              |
| Petra Kvitová        | 7       | 5              |
| Roberta Vinci        | 8       | 6              |
| Carla Suárez Navarro | 11      | 7              |
| Lucie Šafářová       | 15      | 8              |

- Ranking del 11 de abril de 2016

### Dobles
| Tenista                             | Ranking | Preclasificada |
| Martina Hingis Sania Mirza          | 2       | 1              |
| Caroline Garcia Kristina Mladenovic | 23      | 2              |
| Andreja Klepač Katarina Srebotnik   | 54      | 3              |
| Raquel Atawo Alicja Rosolska        | 78      | 4              |

## Campeonas

### Individuales femeninos
Angelique Kerber venció a  Laura Siegemund por 6-4, 6-0

### Dobles femenino
Caroline Garcia /  Kristina Mladenovic vencieron a  Martina Hingis /  Sania Mirza por 2-6, 6-1, [10-6]